# Pueblo maya
Los pueblos mayenses o mayas son un macro grupo etnolingüístico originario de Mesoamérica que se ha desarrollado desde el periodo preclásico mesoamericano hasta la actualidad. El término "maya" y "mayense" es una forma colectiva de nombrar a una serie de pueblos y grupos étnicos relacionados de la región, sin embargo este término es un exónimo del cual no se tiene registro prehispánico y cada uno de estos pueblos mantiene su propia autodenominación, cabe resaltar que desde la época prehispánica los diversos pueblos no estaban unificados en una conciencia de identidad en común o política ya que cada uno estaba diferenciado por lenguas, tradiciones, costumbres e incluso influencias culturales distintas sin embargo mantienen elementos que los unen en una misma raíz.
En la actualidad existen alrededor de 30 etnias mayenses diferenciadas cultural y lingüísticamente entre las que destacan los tsotsiles, los mayas, los tseltales, los k'iche' y los mam, quienes son los descendientes directos de la civilización y cultura maya que ha existido desde hace aproximadamente cuatro mil años.

## Nombre
La palabra "maya" procede originalmente de los habitantes del reino de Mayapán, Yucatán y de los descendientes contemporáneos de la península de Yucatán, autodenominados en su propia lengua como “maaya winik”, un pueblo mayense toltequizado de orígenes putún (itzá, cocom, tutul xiu), quienes tenían la hegemonía en la región al momento de la llegada de los españoles a las costas de la península, por lo cual los conquistadores al ver la similitud de los distintos pueblos a lo largo de la región los designaron a todos de forma generalizada como “mayas”, el término después seria replicado por historiadores y lingüistas para seguir refiriéndose a todo el grupo de pueblos relacionados y civilización de la región.

## Población
El país con mayor presencia de población mayense es Guatemala en donde existen algunos departamentos que reportan una población con casi su totalidad de origen maya, Totonicapán, Sololá y Alta Verapaz con más del 90% de presencia. En México también se encuentran en el sur del país, muy particularmente de los estados mexicanos de Yucatán, Quintana Roo, Campeche, Chiapas y Tabasco. Se encuentran algunos miles de habitantes en Honduras, Belice y El Salvador sobre todo en sitios fronterizos. 
Para diferenciar las diversas etnias que integran a este pueblo, a un gran grupo se le denomina maya yucateco o maya peninsular (aunque este el único que se autodenomina maya) (en relación con la península de Yucatán habitada por ellos). Otros grupos vinculados lingüística, antropológica y culturalmente son los tojolabales, los mames, los tsotsiles, los tseltales, los lacandones, entre otros grupos de México; así como diversas etnias de Guatemala, Belice, Honduras y El Salvador.

## Orígenes
El origen de los primeros asentamientos en la península de Yucatán no han sido confirmados científicamente a cabalidad, aunque la presencia de los primeros humanos en el área data del Pleistoceno tardío o la edad de hielo (alrededor del año 10000 a. C.) dato obtenido de hallazgos osteo-arqueológicos en las cavernas de Loltún y Tulum.
Los primeros mayas (culturalmente hablando) se trasladaron a la península alrededor del año 250 d. C., desde el Petén, norte de Guatemala (a donde habían llegado provenientes de Potonchán, Tabasco), para instalarse en Bacalar, Quintana Roo. En 525, los chanés (tribu maya que precedió a los itzaes), se mudaron al este de la península, fundando Chichén Itzá, Izamal, Motul, Ek 'Balam, Ichcansihó (actualmente Mérida) y Champotón. Más tarde, los tutul xiúes (gente con ascendencia mixta maya tolteca que venía de Potonchán, Tabasco, en la costa del golfo de México) se asentaron en la región causando el desplazamiento de los itzaes y cocomes (una rama diversificada de los itzáes) y finalmente, después de años y muchas batallas se formó la liga de Mayapán  (compuesta por itzaes, xiues y cocomes), la que finalmente se desintegró alrededor de 1194; dando paso a un período de anarquía y fragmentación en pequeños señoríos; los mismos que fueron encontrados por los conquistadores españoles en el siglo XVI.

## Costumbres, lenguaje y religión
A pesar de los embates de los siglos de dominación española y de la explotación y abuso de este pueblo por parte de los mexicanos durante la época porfiriana, el pueblo maya aún conserva en gran medida sus costumbres ancestrales, vestido y tradiciones.
En Guatemala los pueblos mayas usan vestimenta maya, las mujeres por su parte elaboran a mano su huipil, el cual utiliza como vestimenta del diario, también en los estados de Yucatán, Quintana Roo y partes de Campeche, reservando el uso de una versión más elaborada del mismo, para ocasiones especiales. Los hombres por su parte no usan su traje típico (pantalón blanco de corte recto con valenciana, que lleva a los lados las bolsas verticales y en su parte trasera horizontales, Guayabera, pañuelo rojo, sombrero de jipi y un tipo especial de alpargatas) más que para ocasiones especiales o fiestas denominadas vaquerías.
La lengua hablada en la península de Yucatán es el maya-yucateco, que es parte del más amplio grupo de lenguas mayenses que se hablan en Mesoamérica, particularmente en Guatemala, Belice y la parte sur/sureste de México.
Los mayas actuales practican una religión sincrética, en la que mezclan rituales ancestrales como la ceremonia del Ch'a' cháak o el ritual del Jéets' méek' con las creencias cristianas.

## Pueblos mayenses existentes en la actualidad
| Pueblo      | Autonimo         | Ubicación                                    |
| ----------- | ---------------- | -------------------------------------------- |
| Q'eqchi'    | Q'eqchi'         | Guatemala Belice México Honduras El Salvador |
| Quiché      | K'iche'          | Guatemala México                             |
| Maya        | Máayaa' wíinik   | México                                       |
| Tseltal     | Bats'i winik     | México                                       |
| Mam         | Winaq qo'        | Guatemala México                             |
| Tsotsil     | Bats'il winik    | México                                       |
| Kaqchikel   | Kaqchikel        | Guatemala México                             |
| Ch'ol       | Ch'ol winik      | México                                       |
| Q'anjob'al  | Q'anjob'al       | Guatemala México                             |
| Huasteco    | Tének            | México                                       |
| Poqomchí    | Poqom            | Guatemala                                    |
| Ixil        | Ixil             | Guatemala México                             |
| Achí        | Achi'            | Guatemala                                    |
| Zutuhil     | Tz'utujil        | Guatemala                                    |
| Akateko     | Kuti'            | Guatemala México                             |
| Chuj        | Koti'            | Guatemala México                             |
| Tojolab'al  | Tojolwinik       | México                                       |
| Jakalteko   | Jakalteko-Popti' | Guatemala México                             |
| Chontal     | Yokot'anob       | México                                       |
| Chortí      | Ch'orti'         | Guatemala Honduras                           |
| Mopán       | Mo'pan           | Guatemala Belice                             |
| Poqomam     | Poqomam          | Guatemala El Salvador                        |
| Awakateko   | Qatanum          | Guatemala México                             |
| Sacapulteco | Sacapulteco      | Guatemala                                    |
| Uspanteco   | Uspanteco        | Guatemala                                    |
| Teko        | B'a'aj           | Guatemala México                             |
| Lacandón    | Jach-winik       | México                                       |
| Itzá        | Itzaj            | Guatemala                                    |
| Mochó       | Mocho'           | México                                       |